# Matej Hubad
Matej Hubad, slovenski skladatelj, pianist, orglar, pevec in pedagog, * 28. avgust 1866, Povodje pri Skaručni, † 2. maj 1937, Ljubljana.

## Življenje
Rodil se je očetu Valentinu in materi Marjani (roj. Pušavc).
Gimnazijo je obiskoval na Ptuju in v Ljubljani, v Gradcu je študiral pravo. 
Kasneje je na dunajskem konservatoriju študiral harmonijo in kontrapunkt pri Antonu Brucknerju, sicer pa še orgle, klavir in solopetje.
V Ljubljani je bil od leta 1891 zaposlen kot umetniški vodja Glasbene matice, kasneje pa glasbene šole iste ustanove in iz nje posledično nastalega konservatorija. (Konservatorij Glasbene matice je kasneje postal Akademija za glasbo v Ljubljani). Kot pedagog GM je vzgojil večino opernih pevcev, delujočih pred in po prvi svetovni vojni (npr. Julij Betetto, Josip Križaj, Pavla Lovše, Josip Rijavec ...). 
Njegov sin je bil slovenski dirigent Samo Hubad.